# کاترین ناردوچی
کاترین ناردوچی (انگلیسی: Kathrine Narducci؛ زادهٔ ۲۲ نوامبر ۱۹۶۵) هنرپیشه اهل ایالات متحده آمریکا است. از فیلم‌هایی که وی در آن نقش داشته است می‌توان به داستانی از برانکس، جادوگر دروغ‌ها و پسران نیوجرسی اشاره کرد.